# Schorle

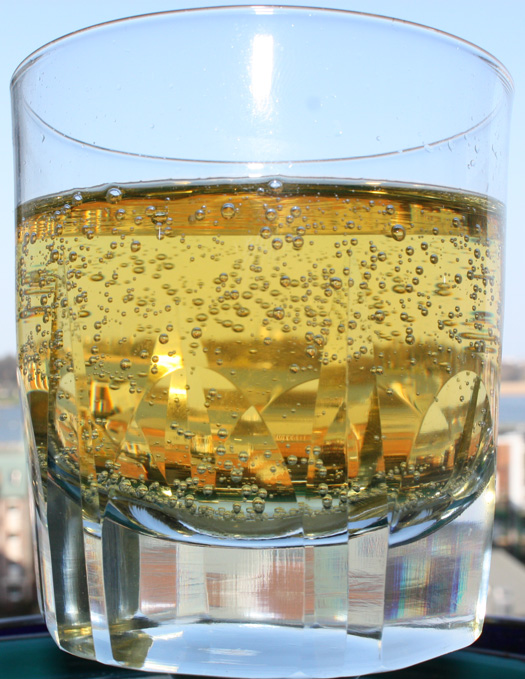
Jugo de manzana con agua mineral (Apfelschorle)

El Schorle (die femenino; das neutro en el sur de Alemania), denominado también como Spritzer, Gespritzter es una mezcla de bebidas cuyos ingredientes pueden ser:
- Vino con agua mineral (con gas), denominado en este caso Weinschorle o saure Weinschorle (que es un shorle con bebida ácida).
- Vino con limonada de limón, denominada süße Weinschorle ("Arbeitersekt") o limonada dulce.
- Zumo con agua mineral. Denominada en alemán Saftschorle, también Fruchtschorle o Fruchtsaftschorle.

Es ante todo una bebida para ser tomada como refresco durante los largos días de verano. Las mezclas de bebidas dependen de las especialidades de la zona.